# Detlef Seif

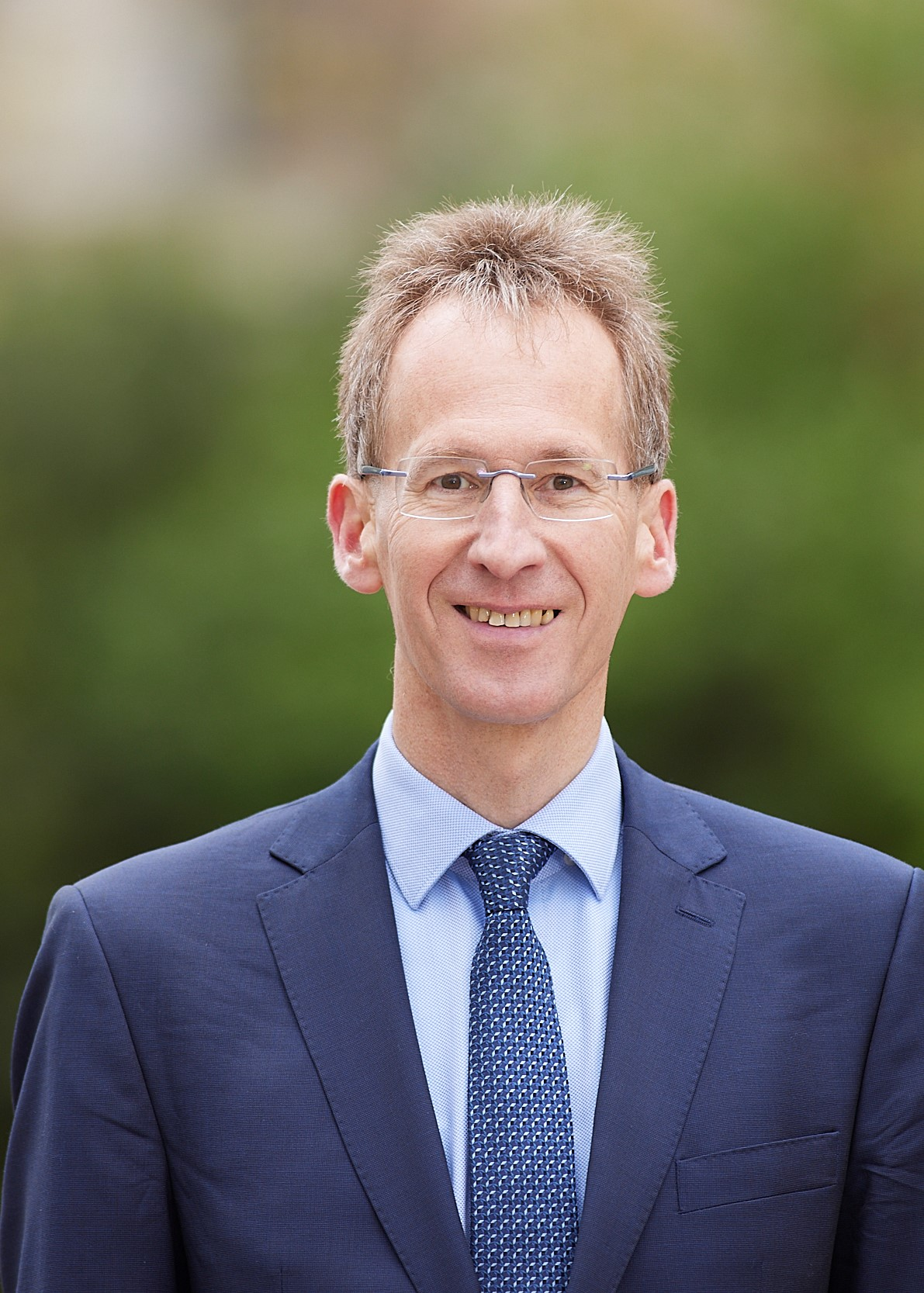
Detlef Seif MdB – Foto von Laurence Chaperon (2021)

Detlef Seif (* 15. August 1962 in Euskirchen) ist ein deutscher Politiker (CDU) und Rechtsanwalt. Seit 2009 vertritt er den Wahlkreis 91 (Euskirchen – Rhein-Erft-Kreis II) als direkt gewählter Abgeordneter im Deutschen Bundestag. Nach der Bundestagswahl 2025 ernannte ihn die CDU/CSU-Bundestagsfraktion zum Beauftragten für die Umsetzung der europäischen Asyl- und Migrationswende. Seif ist Obmann der CDU/CSU-Bundestagsfraktion im Innenausschuss.

## Leben und Beruf
Nach dem Abitur am Emil-Fischer-Gymnasium im Jahr 1982 leistete Seif Grundwehrdienst in Munster und im Heeresamt Köln. 1984 begann er das Studium der Rechtswissenschaft in Bonn, das er 1989 mit dem ersten Staatsexamen und dem Schwerpunkt „Besonderes Verwaltungsrecht“ abschloss. Während des Studiums erhielt er ein Stipendium der Konrad-Adenauer-Stiftung. 1990 bis 1993 war Seif Referendar am Oberlandesgericht Köln und absolvierte das zweite juristische Staatsexamen im Wahlfach „Zivilrecht“. 1993 gründete er eine Rechtsanwaltskanzlei mit den Schwerpunkten Familienrecht, Arbeitsrecht, Mietrecht, Erbrecht und Verkehrsrecht in Weilerswist.
Seif ist evangelisch, verheiratet und Vater einer Tochter.

## Politik
Seif ist seit 1982 Mitglied der CDU und hatte seitdem eine Reihe von Ämtern innerhalb der Jungen Union und der CDU inne. 1999 bis 2009 war er Mitglied im Rat der Gemeinde Weilerswist. 2005 bis 2009 leitete er dort den Ausschuss für das Neubaugebiet „Weilerswist-Süd“. 2001 bis 2009 war er Vorsitzender des CDU-Gemeindeverbandes Weilerswist. Von 2009 bis 2023 leitete Seif den CDU-Kreisverband Euskirchen und war stellvertretender Vorsitzender des CDU-Bezirksverbandes Aachen.
Er war in den 1980er Jahren Vorsitzender der Bürgerinitiative zum Erhalt der Steinbachtalsperre. Mitte der 1980er Jahre war er Referent der Internationalen Gesellschaft für Menschenrechte zum Thema „Menschenrechtsverletzungen in der DDR“.

## Abgeordneter
Seit 2009 ist Seif Mitglied des Deutschen Bundestages. Bei der Bundestagswahl 2009 gewann er mit 43,6 % der Erststimmen den Wahlkreis Euskirchen – Erftkreis II (heute: Euskirchen – Rhein-Erft-Kreis II). Er setzte sich damit gegen die damalige Beauftragte der Bundesregierung für die Belange der Patientinnen und Patienten, Helga Kühn-Mengel (SPD), durch, die 29 % der Stimmen erhielt. Bei der Bundestagswahl 2013 gewann er den Wahlkreis 92 mit 50,9 % der Erststimmen, bei der Bundestagswahl 2017 mit 42,84 % vor seiner SPD-Mitbewerberin Ute Meiers (26,18 %).
Seif war von 2014 bis 2025 Obmann der CDU/CSU-Bundestagsfraktion im Ausschuss für die Angelegenheiten der Europäischen Union. Dort ist er inhaltlich unter anderem zuständig für den Bereich Justiz und Inneres (Grundrechte, Unionsbürgerschaft, justizielle und polizeiliche Zusammenarbeit, Grenzschutz und Terrorismusbekämpfung, Asyl- und Migrationspolitik). Dazu kommen die Beziehungen zu internationalen Organisationen und die Assoziierungspolitik sowie die Mittelmeer/Euro-mediterrane Partnerschaft (EUROMED). Seif ist Länderberichterstatter für Großbritannien und Malta.
Er gehörte in der 18. Wahlperiode dem Rechtsausschuss des Deutschen Bundestages an. Im Ausschuss für Wahlprüfung, Immunität und Geschäftsordnung war er stellvertretendes Mitglied.
In der 19. Wahlperiode gehört er neben dem Ausschuss für die Angelegenheiten der Europäischen Union (EU-Ausschuss) auch dem Innenausschuss als ordentliches Mitglied an und ist Mitglied im Gremium nach § 23c Absatz 8 Zollfahndungsdienstgesetz. Zudem wurde er 2018 stellvertretendes Mitglied im 1. Untersuchungsausschuss der 19. Wahlperiode des deutschen Bundestages, der sich mit dem Anschlag Anis Amris auf einen Berliner Weihnachtsmarkt am 19. Dezember 2016 befasst.
Im April 2018 erklärte Seif, sein Facebook-Profil löschen zu wollen. Nach dem Bekanntwerden des Datenskandals um Cambridge Analytica reagierte er mit einem Offenen Brief an den Managing Director Central Europe von Facebook. Darin erklärte er: „Solange Sie einen schlampigen Umgang mit den Daten der Nutzer an den Tag legen und keine Ernsthaftigkeit und Dringlichkeit umsetzen, kann ich niemandem empfehlen, Facebook zu nutzen.“
Bei der Bundestagswahl 2021 (34,58 % der Erststimmen) und der Bundestagswahl 2025 (38,38 % der Erststimmen) erhielt er erneut das Direktmandat in seinem Wahlkreis. Seine Mitgliedschaften im Innenausschuss und dem Europaausschuss des Deutschen Bundestages führte er jeweils fort.
Seif wurde im Mai 2025 zum neuen Beauftragten der Unionsfraktion für die Umsetzung der europäischen Asyl- und Migrationswende. Zudem wurde er zum Obmann der CDU/CSU-Bundestagsfraktion im Innenausschuss des Deutschen Bundestages gewählt.

## Mitgliedschaften
Seif ist Mitglied der Europa-Union Deutschland, die sich für ein föderales Europa und den europäischen Einigungsprozess einsetzt. Im Bundestag gehört er unter anderem der deutsch-britischen und der deutsch-amerikanischen Parlamentariergruppe an. Zudem engagiert sich Detlef Seif in der Internationalen Gesellschaft für Menschenrechte (IGFM) und setzt sich für die Freilassung des ukrainischen Geschäftsmanns Yevhen Humeniuk ein.

## Böhmermann-Affäre
Seif sorgte für Aufsehen, als er vor dem Bundestagsplenum am 12. Mai 2016 das umstrittene Böhmermann-Schmähgedicht vollumfänglich rezitierte. Nach eigenem Bekunden wollte er damit den Abgeordneten die fragwürdige Qualität der Satire verdeutlichen: „Selbst zweifelhafte Gestalten wie Herr Erdoğan genießen den Schutz ihrer Ehre“. Die Aufnahme der Rezitation ist Bestandteil der von Jan Böhmermann konzipierten Ausstellung „DEUSCTHLAND“ im NRW-Forum in Düsseldorf.